# Josef Blotz
Josef Blotz, es un militar alemán, Brigadier General quien tuvo el mando de la ISAF en la denominada Guerra de Afganistán, en la región Norte de dicho organismo Militar.

## Biografía
El general de brigada Josef Blotz se unió a las Fuerzas Armadas Alemanas federales en 1975. Después de su educación militar, obtuvo el título universal en Educación de la Universidad de las Fuerzas Armadas alemanas federales. A continuación, regresó al servicio activo como líder de pelotón y comandante de la compañía en un Batallón de Infantería Mecanizada.
En 1989 completó el Curso de Oficiales de Estado Mayor General de la Universidad Federal de comandos de las Fuerzas Armadas y Estado Mayor seguido de una misión como jefe de sucursal de Ayudante en el Estado Mayor de las Fuerzas Armadas. Entre 1991 y 1995 se desempeñó como Oficial de Operaciones de Campo Oficial en Dresde y de personal del Cuartel General de Inteligencia Supremo de las Potencias Aliadas en Europa (SHAPE) antes de tomar el mando del Batallón de Infantería de luz primero. En 1997 se convirtió en Jefe de la Sección Auxiliar de Estado Mayor del Ejército y en 1998 trabajó durante seis meses como Asistente Militar de Jefe de Estado Mayor de la Fuerza de Estabilización (SFOR). Después del despliegue fue asignado como Jefe de la Sección de Formación y ejercicios en el Cuartel General Conjunto Sudoeste, Madrid, desde 1999 hasta 2000.
De vuelta en Alemania el General de Brigada Blotz se convirtió en jefe de la Rama de Operaciones G3 en el Comando de las Fuerzas Armadas de Alemania (GARFCOM) en Coblenza. En 2002 de nuevo fue asignado al Estado Mayor del Ejército, esta vez como principales conceptos y análisis de la capacidad.
Esta tarea fue seguida posteriormente por un estudio de la Universidad de Defensa Nacional en Washington D. C., se graduó con un Master de Science en la Estrategia de Seguridad Nacional en 2005.
Ese mismo año tomó el mando de la Brigada de Infantería Mecanizada 30. Durante este período ocupó el cargo desde febrero hasta agosto de 2007 como comandante de la ISAF Regional Norte (RC-N).
Antes de su empleo como portavoz de la ISAF fue Jefe de Infantería y Comandante de la Escuela de Infantería.

## Vida personal
El general de Brigada Blotz está casado y tiene dos hijos. Sus intereses incluyen la caza. Habla inglés y español.